# Thomas Maclear
Sir Thomas Maclear (n. 17 martie 1794, Newtownstewart⁠(d), Irlanda de Nord, Regatul Unit – d. 14 iulie 1879, Cape Town, Colonia Capului) a fost un astronom sud-african de origine irlandeză care a devenit astronomul Coroanei Britanice la Capul Bunei Speranțe.

## Legături externe
- Thomas Maclear 1794 - 1879 — SA History
- Maclear family Arhivat în 22 februarie 2016, la Wayback Machine.
- South African Astronomical Observatory History